# U.S.S. Proton
De Utrechtse Scheikundige Studentenvereniging "Proton" is een studievereniging in Utrecht. Het is de studievereniging voor scheikunde en molecular life sciences aan de Universiteit Utrecht. Het is de grootste scheikundige studievereniging van Nederland.
Proton brengt vijf keer per jaar een eigen blad genaamd De Chemograaph uit. Elk nummer bestaat onder andere uit verslagen van georganiseerde activiteiten en (populair) wetenschappelijke artikelen.

## Geschiedenis
De Utrechtse Chemische Club, opgericht in 1929 als studentenvereniging van de oude subfaculteit Scheikunde, beleefde in de jaren zeventig zijn meest roerige tijd. In die tijd werd door de studenten van de UCC een tot dan toe gematigde houding verlaten en vierden politieke protesten en acties hoogtij, hetgeen uiteindelijk het einde van de UCC zou betekenen. Door het in de loop van de jaren groeiende politieke karakter verloor de UCC veel van zijn aanhang en werden nog maar weinig van de oorspronkelijk studiegerelateerde activiteiten ontplooid. 
Al in 1982 werd dan ook de basis gelegd voor wat zou uitgroeien tot de Utrechtse Scheikundige Studentenvereniging "Proton". Een initiatief dat voortkwam uit de eerste lichting tweede-fase studenten. De eerste groep studenten, bestaande uit Co Venus, Gerrit Bloemendal, Mark Bolech en Renald van Aggelen begon in die tijd met het opzetten van enkele feesten voor scheikundestudenten om vervolgens het plan te ontwikkelen tegen gereduceerde prijzen grote hoeveelheden studieboeken in te kopen. Een initiatief dat in goede aarde viel en op voorspraak van Gert Pater, destijds financieel medewerker bij de faculteit, door het faculteitsbureau van harte werd ondersteund. Een startkapitaal werd ter beschikking gesteld en de naam "Proton" werd geïntroduceerd om deze groep studenten aan te duiden. In 1984 werd de eerste boekenbeurs door Proton georganiseerd. Door lidmaatschapsgeld te vragen werd meteen een Protonkas gecreëerd voor het financieren van de feesten.
Een tweede groep studenten was bezig met het opzetten van de Chemograaph, een maandelijkse uitgave die zou uitgroeien tot het verenigingsblad van de U.S.S. Proton en het faculteitsblad voor studenten en medewerkers. Op aandringen van de Koninklijke Nederlandse Chemische Vereniging benaderde het faculteitsbureau vertegenwoordigers van beide groepen met het voorstel de activiteiten te bundelen onder het vaandel van een studievereniging.
Op 14 juli 1986 werd de Utrechtse Scheikundige Studentenvereniging officieel opgericht. Drie studenten, Francine van Looij, Rob Bensdorp en Leon Gielgens vormden het eerste dagelijks bestuur. Renald van Aggelen, Nelleke Boogaard, Erik Hoppebrouwer en Paul Verwer maakten het eerste bestuur van de U.S.S. Proton compleet.
Slechts lid van het Studenten Overleg Chemische Technologie en Chemie:
 
esculapius (UL) · Alchimica (WUR) · ACD (UvA/VU) · CDL (UL) · De Chemische Binding (RUG) · CODON (WU) · Idun (RUG) · LIFE (TUD/UL) · Nicolas Appert (WU/VHL) · Proton (UU) · Sigma (RU) · VCSVU (VU) · VvP Netwerk (RUG)

Ook lid van het Overleg Scheikundig Technologische Studieverenigingen:

Alembic (UT) · Technologisch Gezelschap (TUD) · Bernoulli (RUG) · Jan Pieter Minckelers (TU/e)

Mede georganiseerd door: Koninklijke Nederlandse Chemische Vereniging